# 4511 Rembrandt
A 4511 Rembrandt (ideiglenes jelöléssel 1935 SP1) a Naprendszer kisbolygóövében található aszteroida. Hendrik van Gent fedezte fel 1935. szeptember 28-án.